# Deiopea kaloktenota
Deiopea kaloktenota är en kammanetart som beskrevs av Chun 1879. Deiopea kaloktenota ingår i släktet Deiopea och familjen Eurhamphaeidae. Inga underarter finns listade i Catalogue of Life.